# 基贝拉

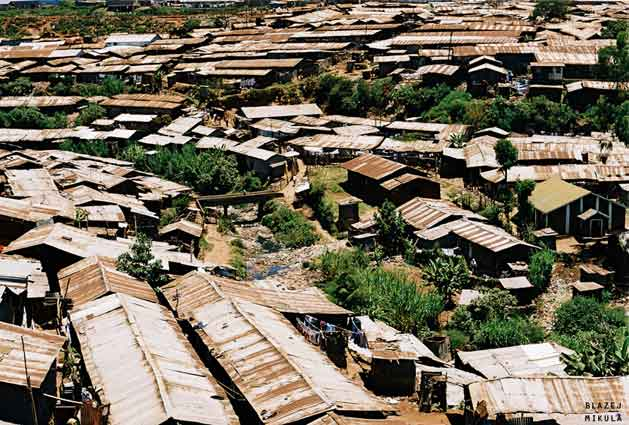
基贝拉概貌

基贝拉  (Kibera，努比亚语“树林”、“森林”之意)是位于肯尼亚内罗毕的一个居民区。它是内罗毕市内最大的贫民窟，也是非洲地区第二大的城市贫民窟。据估计，基贝拉的居民总人口在60万到120万人之间。该贫民窟位于内罗毕西南，距市中心约5公里，其面积为2.5平方公里，占内罗毕市总面积的不到1%，但容纳了该市总人口的四分之一，估计人口密度达每公顷2000人。基贝拉分为若干村落，包括Kianda、Soweto、Gatwekera、Kisumu Ndogo、Lindi、Laini Saba、Siranga/Undugu、Makina以及Mashimoni。

## 历史
早期的基贝拉，是内罗毕市郊森林里的一个定居点。当时，参加第一次世界大战的努比亚士兵退伍后被分配以此处的地块，作为对其功劳的犒赏。当时的英国殖民政府默许该定居点不断扩大，主要原因是，努比亚人当时是英国君主的侍者，这使殖民地当局感到为难。此外，努比亚人已失去部落特征，并无权主张“土著保护区”中的土地。久而久之，其他部落迁至该区域，向努比亚人租赁土地。
1963年肯尼亚独立后，政府宣告若干类型的房屋属于违法。这项新的规定在土地保有权问题上对基贝拉产生影响，使之成为非法定居点。尽管如此，人们并未搬离。到了1970年代初，土地所有者向越来越多的租户出租房地，租户的人数超出了法律许可范围。租户们都属于赤贫人群，无法承担合法住房的费用，认为基贝拉的租金相对而言尚可负担。因此，即使属于非法定居，但基贝拉的居民人数仍然有增无减。1974年，基库尤部落的成员占据了基贝拉贫民窟的多数，并取得了管理地位的控制权，并在政治赞助的支持下得以维持。许多土地所有者都受到地方政府的保护，主要因为他们是基库尤人。
目前，基贝拉贫民窟的居民来自肯尼亚的所有主要民族，其中有些区域则由某一部族的人群占据。农村地区长年发展不足和人口过多，迫使许多新居民迁入。基贝拉的平民呈现多民族特点，同时肯尼亚的政治氛围又弥漫着部落主义，两者结合，导致了基贝拉在其近百年历史上出现了不少小规模的民族冲突。虽然肯尼亚政府仍未正式承认基贝拉的地位，但基贝拉的所有土地都归肯尼亚政府所有。在基贝拉，政府不提供基本服务、学校、诊所、自来水、厕所等，所有相关服务均属私营。

## 贫民窟改造

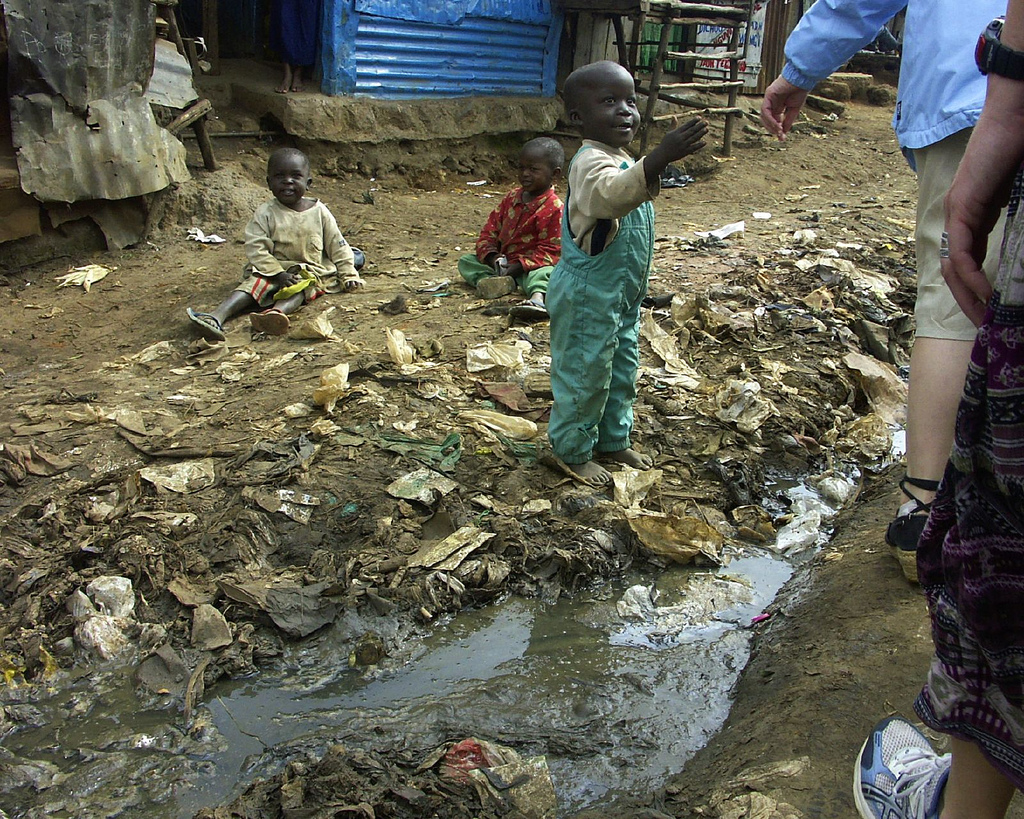
基贝拉多数地方的地面都是由废物和垃圾堆积而成

基贝拉是非洲大陆上得到最多研究的贫民窟之一。这不只因为它坐落在一座现代城市中，还因为联合国人居署总部位于该市。潘基文就任联合国秘书长之后一个月之内，便访问了该定居点。
作为肯尼亚最著名的贫民窟之一，基贝拉目前面临着贫民窟改造进程的大力开展。当地政府、人居署和一批非政府组织（包括Maji na Ufanisi）正在深入这些定居点，试图提高住房和卫生条件。
在基贝拉建造房屋或进行改造，有三点需要特别注意。一是盗窃率和犯罪率较高。建筑材料被盗的可能性很高，必须时刻严加看管。如有房屋遭风暴损坏，屋主往往会在其房屋的残址上搭棚而居，一直等到维修的开始，以便保护建筑材料不被偷走。
再则是缺乏建筑地基。基贝拉多数地方的地面都是由废物和垃圾堆积而成。房屋往往都是直接搭建在这样的地面上，极不稳固，因此每逢洪涝侵袭，都有房屋倒塌。就算结构硬朗的房屋，也常常由于临近构造粗陋的房屋倒塌而遭到破坏。
第三点是该地区的“地形”难以改变，加之房屋拥挤，又造成了诸多困难。只有为数不多的房屋能容许车辆开到门前，而许多房屋建在陡坡底部（又增加了被洪水侵袭的风险）。这就意味着，所有建筑材料都需要徒手搬运，这使建筑工作变得难上加难。

### 清理

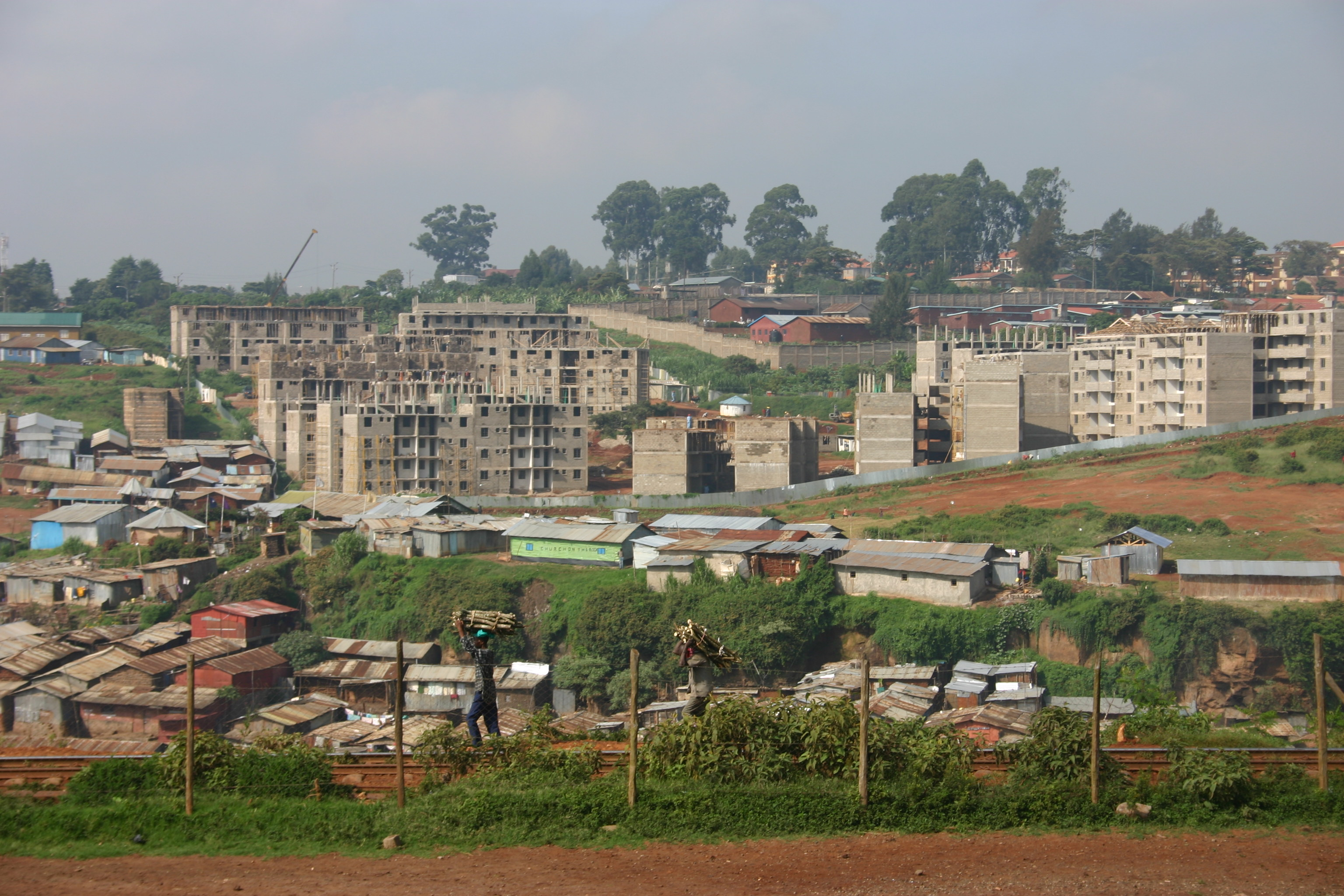
基贝拉周边正在兴建的新式公寓楼

2009年9月16日，肯尼亚政府宣称基贝拉贫民窟所在地为该政府所有，并开始实施一项行动，转移内罗毕市居住在贫民窟的人。清理基贝拉的行动预计需要持续2至5年时间。整个项目预计耗时9年，并为全市200万名贫民窟居民转移住所。该项目得到联合国和肯尼亚总理Raila Odinga的支持，预计耗资12亿美元。根据规划，新建立的社区将包含学校、市场、体育场等设施。2009年9月16日，当地时间清晨6时30分，第一批离开贫民窟的约1500人已经由卡车运离，并搬迁至300套新落成的公寓，每套公寓月租金约10美元。
由于总理Odinga数次未能到场监督首日清理行动，因此该项目曾数次延迟开始。首日到场的除总理外，还包括住房部长Soita Shitanda及其助理Margaret Wanjiru，三人都出力协助居民将其行李物品搬上卡车。同时在场的还有若干武装警察，负责监督进展、阻止任何反抗。
有80多人对该反对该进程，并诉诸法律。肯尼亚高等法院宣布，在该案与2009年10月审理前，政府不得开始拆迁工作；但在此之前如有居民自愿迁离，则可以拆除其房屋。这80多名原告包括中产业主，也包括基贝拉居民，他们称基贝拉的土地归他们所有，因此政府无权拆除土地上的棚屋。在此生活逾100年的努比亚人也对该项目感到失望，一名老者称，他更愿意改造现有的房屋。
市政规划者对该项目也有批评。他们表示，该项目有重蹈覆辙的风险——贫困的家庭可能会与其他一个或两个家庭共用一个两居室公寓以分摊房租，或转租给中产家庭后迁回贫民窟居住。在肯尼亚，每日最低工资低于2美元。对该项目的时间安排也有争议。第一阶段（转移7500人）拖延了5年。一名政府官员称，如果该项目以目前的速度继续下去，那么完成整个项目需要一千一百七十八年。

## 地理和文化

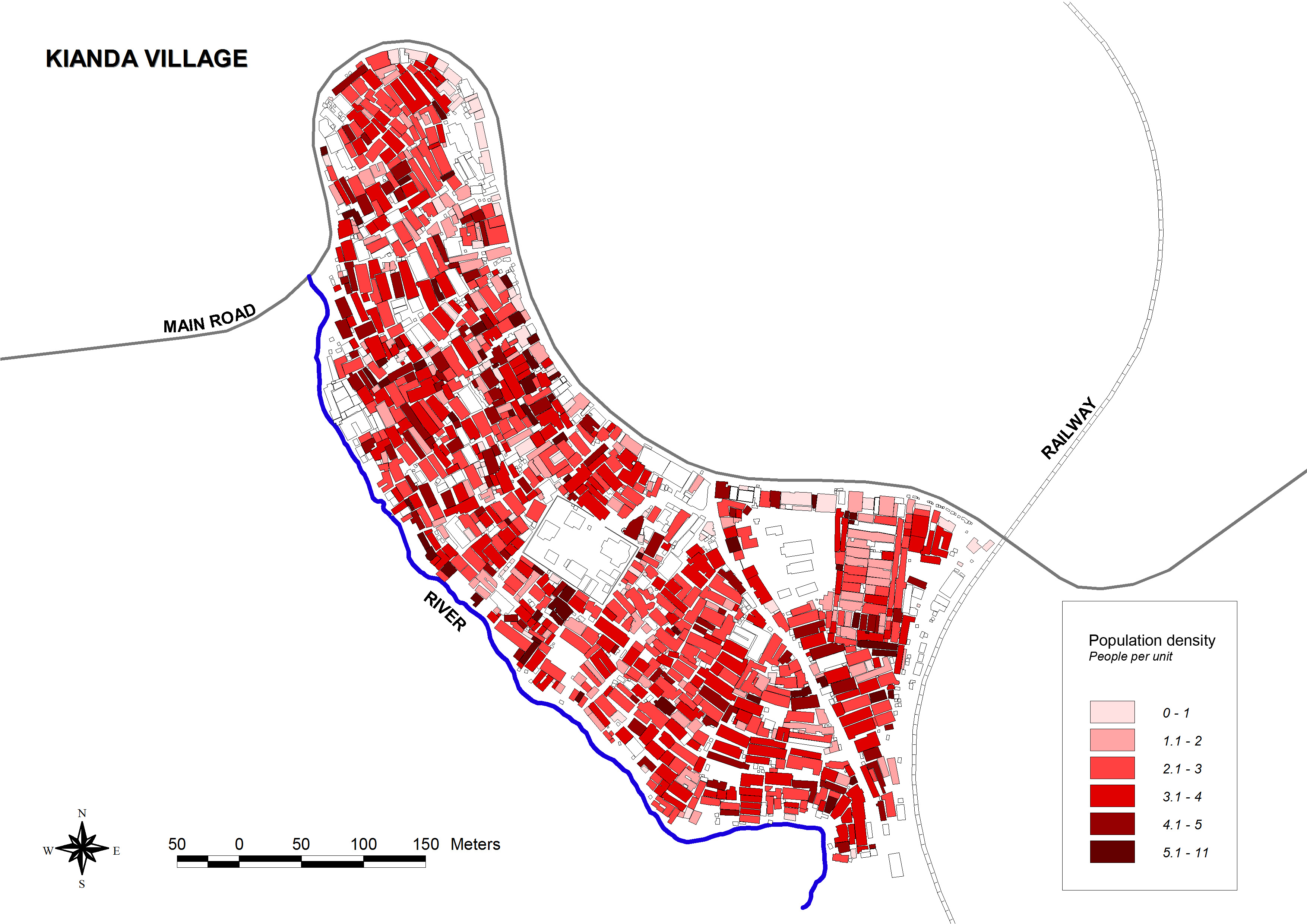
基贝拉西部Kianda村落的人口密度

基贝拉位于内罗毕西南部，距市中心约5公里。南临内罗毕河 和内罗毕水库——为该市居民提供饮用水的一个人工湖。据估计，基贝拉居民人数为60万至120万人，人口密度为每公顷2000 人。基贝拉分为若干村落，包括Kianda、Soweto、Gatwekera、Kisumu Ndogo、Lindi、Laini Saba、Siranga/Undugu、Makina以及Mashimoni。
乌干达铁路贯穿该居民区中心，列车上的旅客可以一睹贫民区的状况。基贝拉有一座火车站，但大多数居民都乘坐公共汽车或马他图 进入市中心。劫持汽车、车辆横冲直撞、交通执法不力，都是常年的老问题。
在基贝拉，人类排泄物、垃圾、油烟、灰尘和其他废物造成了严重污染。贫民窟受人畜粪便污染的，是露天排污系统和所谓“飞行厕所”造成的结果。缺乏卫生条件、营养不良，是各种疾病的成因。据估计，在220万感染HIV病毒的肯尼亚人中，有五分之一居住在基贝拉。
基贝拉是有名的奥林匹克学校的所在地，该校是肯尼亚政府设立的最好的学校之一。基贝拉还有一个社区电台：Pamoja FM。

## 流行文化中的基贝拉
Fernando Meirelles的电影《The Constant Gardener》中描绘了基贝拉。该电影由John le Carré的同名小说改编。Sarah McLachlan的MV《World on Fire》中也提及了基贝拉。
Robert Neuwirth在其所著的《Shadow Cities》中，用整整一章描述了基贝拉，称之为非法僭据的社区，并预言称基贝拉、土耳其伊斯坦布尔的Sultanbeyli和印度孟买的Dharavi，将是未来城市的原型。Neuwirth还指出，不应简单地把这些地方视为贫民窟，因为许多居住者都来自条件更差的农村地区。在Michael Holman2005年出版的小说《Last Orders at Harrods》中，故事发生在虚构的贫民窟“Kireba”。Bill Bryson为CARE组织访问非洲，并写下了一本名为《Bill Bryson's African Diary》的书，其中包括一段对访问基贝拉的描述。获奖短片Kibera Kid的故事也以基贝拉为背景，出演者全部从基贝拉的居民中选出。该影片在世界各地的电影节上播放（包括柏林电影节）， 还获得了好莱坞的学生艾美奖。Sorious Samura的纪录片《Living with Corruption》记录了基贝拉的一个家庭的生活，展示了肯尼亚社会即使在最底层，也有腐败发生。此外，奥地利纪录片《Über Wasser: Menschen und gelbe Kanister》也已基贝拉为原型。

## 说明
1. ↑  .   [2009-10-06]. （原始内容存档于2020-02-27）.
2. 1 2  A Trip Through Kenya’s Kibera Slum 的存檔，存档日期2011-07-28.
3. ↑  .   [2020-10-05]. （原始内容存档于2009-01-14）.
4. ↑  Machetes, Ethnic Conflict and Reductionism （页面存档备份，存于） The Dominion
5. 1 2 3 4 5  "The Strange Allure of the Slums", The Economist , 5th May 2007.
6. 1 2 3 4 5 6 7 8  . BBC. 16 September 2009  [17 September 2009]. （原始内容存档于2019-12-13）.
7. 1 2  .   [2009-10-06]. （原始内容存档于2011-06-12）.
8. ↑  The geography of Third World cities . ISBN 0-389-20671-7. (Lowder, Stella)
9. 1 2 3 4 5  . The Standard. 16 September 2009  [17 September 2009]. （原始内容存档于2009-10-02）.
10. 1 2 3  . The Standard. 16 September 2009  [17 September 2009].[永久]
11. ↑  .   [2009-10-06]. （原始内容存档于2012-01-13）.